# Roy Hinson
Roy Hinson (ur. 2 maja 1961 w Trenton) – amerykański koszykarz, występujący na pozycji skrzydłowego.

## Osiągnięcia
NCAA
- Uczestnik rozgrywek Round of 32 turnieju NCAA (1983)
- Mistrz sezonu regularnego konferencji Atlantic 10 (1980, 1983)
- Zawodnik Roku Konferencji Atlantic 10 (1983)[1]

NBA
- Uczestnik konkursu wsadów (1986 – 7. miejsce)[2]

Reprezentacja
- Mistrz Uniwersjady (1981)[3]